# داویت کوچاریان (دولتمرد)
داویت ژورایی کوچاریان (ارمنی: Դավիթ Ժորայի Քոչարյան؛ زادهٔ ۱۰ مارس ۱۹۷۵) یک اقتصاددان و سیاستمدار اهل ارمنستان است که از تاریخ ۲۰۱۲ تا تاریخ ۲۰۱۷ سمت نمایندگی دوره پنجم مجلس ملی جمهوری ارمنستان را برعهده داشت.

## زندگی‌نامه
در ۱۰ مارس ۱۹۷۵ در هرازدان به دنیا آمد و از دانشکده اقتصاد دانشگاه گریگور ماگیستروس و انستیتو دولتی فرهنگ سلامت و ورزش پرورش اندام ارمنستان فارغ‌التحصیل شد. 

## یادداشت
1. ↑  Faculty of Economics of the Grigor Magistros University